# Karl Heinrich von Wnuck
Karl Georg Heinrich Friedrich von Wnuck (* 29. November 1803 in Königsberg; † 2. Mai 1881 in Wiesbaden) war ein preußischer Generalleutnant.

## Leben

### Herkunft und Familie
Karl Wilhelm war Angehöriger des Zemmener Stammes des hinterpommerisch-pommerellischen Adelsgeschlecht von Wnuck, aus dem zahlreiche Glieder in die Preußische Armee eintraten. Seine Eltern waren der preußische Oberst und Kommandeur des Garnisonbataillons in Pillau sowie Gutsanteilsbesitzer zu Zemmen, Matthias Friedrich von Wnuck (1754–1811) und Amalie Henriette von Maltitz (1780–1825).
Wnuck blieb unvermählt und ohne Leibeserben.

### Militärkarriere
Wnuck besuchte Gymnasien in Königsberg und Elbing. Seit 1819 Kadett wurde er 1821 aus dem Kadettenkorps als Portepée-Fähnrich dem 5. Kürassier-Regiment der Preußischen Armee überwiesen. Er avancierte 1822 zum Sekondeleutnant, war von 1830 bis 1840 Regimentsadjutant, stieg 1836 weiter auf zum Premierleutnant und wurde 1843 Rittmeister und Eskadronchef. 1846 erhielt er das Dienstkreuz. Er wurde 1849 zur Errichtung der Militärreitschule in Schwedt in Stelle der Lehreskadron kommandiert. Wnuck erhielt 1850 den Roten Adlerorden IV. Klasse und wurde 1853 zum Major mit Beibehalt der Eskadron ernannt. 1854 wurde er als etatsmäßiger Stabsoffizier in das 8. Kürassier-Regiment versetzt, war 1856 Führer des 8. schweren Landwehr-Reiterregiments und wurde 1857 zum Kommandeur des 2. Ulanen-Regiments ernannt. Hier avancierte er 1857 zum Oberstleutnant und 1859 zum Oberst. 1858 wurde Wnuck mit dem Roten Adlerorden III. Klasse geehrt. Wnuck wurde dann 1861 Kommandeur der 10. Kavallerie-Brigade und erhielt den Kronenorden III. Klasse. Von 1863 bis 1864 wurde er mit dem Kommando der an der Grenze zwischen Wreschen und Kempen aufgestellten Truppen betraut. Ebenfalls 1863 wurde Wnuck Ehrenritter des Johanniterordens und 1864 erhielt er den Roten Adlerorden II. Klasse mit Eichenlaub sowie den St.-Annen-Orden II. Klasse mit Brillanten. Seine Beförderung zum Generalmajor erfolgte auch 1864. Wnuck wurde 1866 in Genehmigung seines Abschiedsgesuches mit Pension unter Verleihung des Sternes zum Roten Adlerorden II. Klasse zur Disposition gestellt.
Dennoch wurde er 1866 zur Stellvertretung des Kommandierenden Generals des V. Armee-Korps kommandiert. Er nahm am Deutschen Krieg teil und verdiente sich für seinen Einsatz bei Vysokow den Orden Pour le Mérite. Noch im Jahr 1866 wurde Wnuck schließlich zum Generalleutnant befördert. 1868 wurde er erneut mit Pension zur Disposition gestellt, jedoch 1870 während der Dauer des mobilen Verhältnisses anlässlich des Krieges gegen Frankreich erst zum Kommandanten von Posen, dann zum stellvertretenden Kommandierenden General des V. Armee-Korps ernannt. Am 3. Juni 1871 trat Wnuck endgültig in das Verhältnis der zur Disposition gestellten Offiziere zurück.